# Harue Koga
 (février 2022).
Si vous disposez d'ouvrages ou d'articles de référence ou si vous connaissez des sites web de qualité traitant du thème abordé ici, merci de compléter l'article en donnant les références utiles à sa vérifiabilité et en les liant à la section « Notes et références ».
Harue Koga (古賀 春江), de son vrai prénom Yoshio (亀雄), né le 18 juin 1895 à Kurume et décédé le 10 septembre 1933 à Tokyo, est l'un des premiers peintres japonais employant la technique du surréalisme dans le Japon de l'ère Taishō. Plus tard, après avoir intégré les ordres, il prendra le nom de de Ryōshō Koga (古賀良昌). Toutefois, on persiste généralement à le nommer Harue (春江). 

## Biographie

### Éléments personnels
Harue Koga est né à Kurume, dans la préfecture de Fukuoka. Il est le fils aîné d'une famille dont le père était le supérieur du temple Zempuku obéissant au dogme bouddhique de la Terre Pure (apparu depuis le début de l'époque d'Edo). 

### Carrière
Après avoir rejoint Tokyo, la capitale, il se joint aux centres de recherches concernant le courant artistique Taiheiyō et à celui touchant aux aquarellistes japonais. En 1922, il reçoit le prix Nika avec son tableau Maisō (埋葬) L'Enterrement. La même année, il fonde avec plusieurs autres le courant artistique "Action" (アクション). De 1926 à 1927, il porte toute son attention sur les travaux du peintre Paul Klee. Parmi ces œuvres représentatives peuvent être citées : Sougai no Keshō [窓外の化粧] (conservé au Musée d'Art Moderne de Kanagawa) ou encore Umi [海] La Mer (conservé au Musée National d'Art Moderne de Tokyo).
Son œuvre est influencé par de nombreux courants artistiques occidentaux tels que le cubisme (Fernand Léger...), le surréalisme ou encore des artistes comme Paul Klee... Ces influences varient sur de courtes durées.
Les œuvres qui suivirent de plusieurs années Umi (présenté lors de la 16e édition du Nika, en 1929) sont généralement considérées comme les premières peintures surréalistes japonaises et elles ont encore de nos jours une influence considérable sur l'art japonais. Toutefois, certaines personnes se montrent sceptiques concernant le rapprochement des valeurs entre le surréalisme (シュルレアリスム) reprenant le terme français  et le « surréalisme japonais » ou chōgenjitsushugi (超現実主義) propre à Koga. Pour eux, ce n'est pas parce qu'ont été activement employées des techniques de montage sur des œuvres comme "Umi" que l'on peut en déduire qu'il y ait un fondement commun avec le surréalisme français (qui attache notamment pour sa part une importance particulière à l'inconscient freudien).

## Source de la traduction
- (ja) Cet article est partiellement ou en totalité issu de l’article de Wikipédia en japonais intitulé « 古賀春江 » (voir la liste des auteurs).